# Cá thiều
Cá thiều (Danh pháp khoa học: Netuma thalassina, trước đây là Arius thalassinus) là một loài cá da trơn trong họ Ariidae trong bộ cá Siluriformes phân bố ở Inđônêxia, Trung Quốc, Malaixia, Ấn Độ, Việt Nam (Cửa Lò-Nghệ An, Đồng Hới-Quảng Bình, Lăng Cô-Huế, miền Tây-Đồng bằng sông Cửu Long). Trước đây, chúng được xếp vào chi cá Arius, nay thì chuyển sang chi Netuma
Đây là loài cá có giá trị kinh tế, mùa vụ khai thác quanh năm, cá có thể dùng để ăn tươi, phơi khô. Tên thường gọi tiếng Việt: Cá Úc thường, cá gúng hay cá rún, hay cá ngách. Tên thường gọi tiếng Anh: Giant catfish, Giant salmon catfish, Giant Sea- Catfish, Giant Catfish, Mâchoiro-n Titan. Tên gọi tiếng Nhật: Osaka-Hamagigi. Tên gọi tiếng Tây Ban Nha: Bagre titán.

## Đặc điểm
Cá thiều là loại cá nước ngọt, sống ở tầng nước trung bình. Cá xuất hiện nhiều vào mùa lũ (tháng 9 – 10 âm lịch) ở đồng bằng sông Cửu Long. Mỗi khi trời có gió, cá chạy nhiều là người dân sống ở nơi đây dùng nhũi để đánh bắt. Cá thiểu có thân dẹp, lớn cỡ 2 ngón tay người lớn, vảy li ti óng ánh màu trắng bạc, kích cỡ từ 4–7 kg, thịt cá béo, thơm ngon, và được xem như là đặc sản của miền Tây mùa nước lũ. Đặc tính của cá Thiều là từ tháng 5 đến tháng 7 hàng năm mới bơi vào bờ và lúc gặp trời giông sẽ sinh sản
Thân cá tương đối dài. Kích cỡ cá thiều từ 250–500 mm, có thể đạt tới 610 mm. Vây đuôi chia thành hai thùy rất sâu, bằng nhau. Vây lưng thứ nhất có gai, vây lưng thứ hai là vây mỡ tương đối phát triển, vây hậu môn ngắn. Vây ngực lớn hơn và dài hơn vây bụng rất rõ rệt. Không có râu mũi. Màng mang liền với eo mang. Có râu mép và râu cằm. Chiều dài đầu xấp xỉ bằng chiều cao thân và bằng khoảng 1/4 lần chiều dài từ mút mõm đến chẽ vây đuôi. Lưng màu xám bạc hoặc xám tro, hai bên thân màu sáng hơn và càng về phần bụng càng chuyển dần sang màu trắng bạc. Các vây màu tối hơn.

## Khai thác
Ở Huế thuộc Việt Nam, ngư dân địa phương vừa đánh trúng mẻ cá thiều (địa phương gọi là cá ngách) hơn 70 tấn, bán được gần 4 tỉ đồng, trong khi đánh bắt cá gần bờ ở vùng biển Chân Mây - Lăng Cô đã trúng mẻ cá thiều nói trên, đánh lưới vây rút chì có mực nước sâu chừng 20-25m. Đặc tính mùa này cá thiều bắt đầu bơi vào bờ và lúc gặp trời giông sẽ sinh sản nên đánh lưới vây được cả đàn. Để đánh bắt được đàn cá, có cả thảy 3 thuyền đánh cá phải huy động cả chục bạn thuyền trong chi hội nghề cá để khai thác hết số cá thiều được vây lưới trước đó.
Họ bắt đầu thả lưới vây rút chì tại khu vực vùng biển Chân Mây-Lăng Cô cách bờ khoảng trên 10 hải lý và phát hiện mẻ cá nói trên. Sau khi huy động bạn thuyền tập trung đánh bắt, đã thu được hơn 70 tấn cá thiều, trọng lượng mỗi con từ 4–7 kg bán cho thương lái trong ngày đầu tiên giá 100 - 105 nghìn đồng/kg; ngày thứ 2 và thứ 3 bán với giá 50 - 55 nghìn đồng/kg. Với 70 tấn cá thiềuđã thu về 3,85 tỉ đồng
Nhiều ngư dân phường Nghi Thủy thị xã Cửa Lò đã trúng đậm cá Thiều, còn gọi là cá ngách. Đây là loại cá ít xuất hiện ở vùng biển Cửa Lò và có giá trị cao đã góp phàn tăng thu nhập cho bà con ngư dân, một đội tàu đã khai thác được 10 tấn cá Thiều. Mỗi con có trọng lượng từ 2 – 4 kg, giá bán sỉ tại bến hiện nay là 50 – 60 nghìn đồng/kg.

## Trong ẩm thực
Cá Thiều là loại cá chứa nhiều chất dinh dưỡng và có thể chế biến được nhiều món ăn hấp dẫn như cá kho hành ớt, cá Thiều chấy tỏi, cá Thiều nấu canh chua.. nên rất được nhiều người ưu thích. Cá thiểu chế biến được các món ăn như:cá thiều khô tẩm, muối chiên, kho sả ớt nước cốt dừa…, nhưng chỉ có món kho khô là ngon nhất. Cá thiều tẩm có mùi khô thơm, hương vị mặn mà của nước mắm, hòa lẫn với chất ngọt dịu của đường, đậm đà nồng cay của tiêu. Ngon nhất là Mang cá thiều. Tục ngữ Đồng Hới có câu: "Nhất Nghẽo gan, nhì mang thiểu", có nghĩa là gan cá nghéo thì rất béo, còn mang cá thiều thì rất ngon, nhất là cá thiều tháng Ba. Cá thiều tháng Ba con càng to thịt càng béo và mang càng ngon. Nếu có được cả bộ trứng cá thiều để nấu canh cùng mang cá thiều thì lại càng ngon.